# Zwentibold
Zwentibold, Zuintibold, Zuendibalt, Zuendibold, Zendeboldus, Tuendebolebus, Zuantibold, ou encore Zuendeboldus, né vers 870/871 et mort le 13 ou le 30 août 900, est un prince et souverain carolingien qui fut roi de Lotharingie de 895 à sa mort.

## Biographie
Zwentibold est le fils aîné mais illégitime d'Arnulf de Carinthie, roi de Francie orientale de 887 et empereur d'Occident de 896 à 899. Sa mère était possiblement Vinburge (morte le 18 mai 898), l'une d'au moins trois concubines de son père. Il a reçu son nom rare de son parrain Svatopluk Ier, prince de Grande-Moravie.
Arnulf, lui-même fils naturel du roi Carloman de Bavière, est reconnu comme roi de Germanie en novembre 887. Zwentibold devait en premier lieu prendre la succession ; ce qui changera toutefois après la naissance d'un héritier légitime, Louis IV, en 893. Durant la période suivante, Arnulf a obtenu que son fils aîné fût élevé au titre de roi en Lotharingie. Ce territoire par le traité de Ribemont en 880 avait été pleinement absorbée par la Francie orientale sous le roi Louis III. Après la chute de son successeur Charles le Gros en 887, le roi Rodolphe Ier de Bourgogne fit valoir ses droits sur la Lotharingie, mais son ambition est contestée par Arnulf, qui a repoussé ses forces en Alsace.
À la diète de Worms en mai 895, Arnulf de Carinthie cède alors le royaume de Lotharingie à son fils aîné en renouant avec la tradition de l'ancienne Francie médiane (regnum Lotharii). Soutenu par les archevêques Hermann Ier de Cologne et Radbod de Trèves, la royauté de Zwentibold a été rejetée par les aristocrates lotharingiens, craignant de voir un étranger restreindre leur indépendance. Le premier acte du nouveau roi est de s'impliquer dans les conflits de son cousin Charles le Simple, roi de Francie occidentale, et d'assiéger la ville de Laon favorable à son adversaire Eudes de Paris.
Au printemps 897, il prend pour épouse Oda († ap. 952), de la dynastie des Ottoniens, une fille d'Otton l'Illustre, duc de Saxe, et la sœur du futur roi Henri Ier de Germanie. Zwentibold règne peu de temps mais assez pour dresser contre lui toute l'aristocratie du pays. Selon les sources, il s'entoure de femmes de mauvaise vie, de gens de rien, de flatteurs et de complices. Il se fait un jeu de la vie et de l'honneur des hommes les plus puissants, les plus vertueux. 

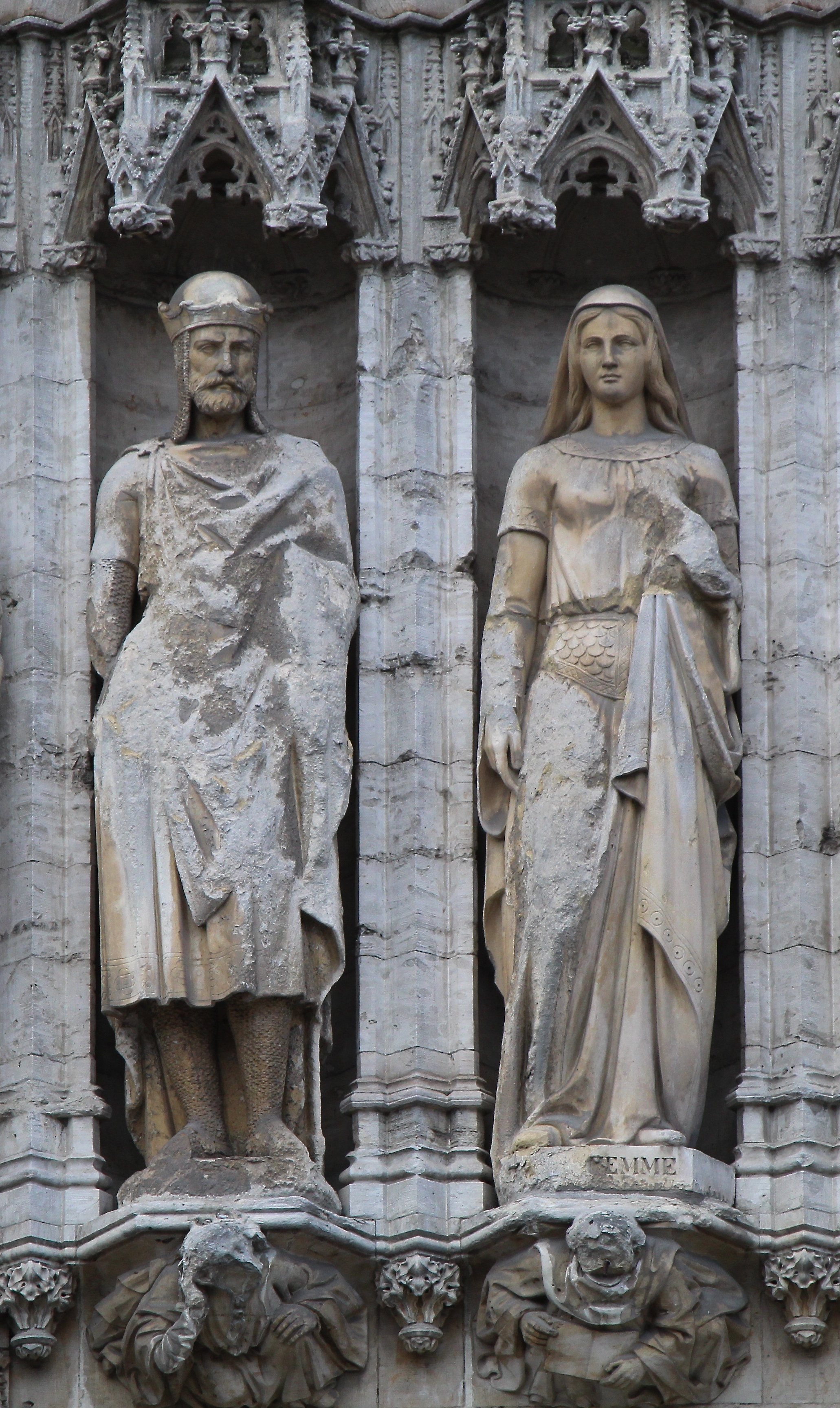
Zwentibold & Oda par Constantin Meunier, façade de l'Hôtel de ville de Bruxelles 1863.

À partir de 898, il s'en prend également aux grands seigneurs de son royaume, au comte Étienne de Pouilly, à Odoacre, son principal ministériel, ainsi qu'à Gérard Ier et à son frère Matfried Ier de la famille des Girardides. Il les chasse, les dépouille de leurs dignités, confisque leurs biens et leurs terres pour les distribuer à ses favoris. En plus, il se brouille avec le comte Régnier Ier de Hainaut qui a appelé Charles le Simple à l'aide. Son père Arnulf, affaibli par la maladie, fait tout pour réconcilier son fils avec quelques-uns de ces grands seigneurs, mais en vain. Les choses sont telles que, en 899, Arnulf et Charles s'entendent pour le dépouiller de la Lotharingie. Mais Arnulf meurt le 8 décembre, et cette initiative reste sans suite. Immédiatement après, les grands se prononcent en faveur de son fils légitime Louis IV dit l'Enfant, roi de Francie orientale, et lui rendent hommage à Thionville en mars 900. 

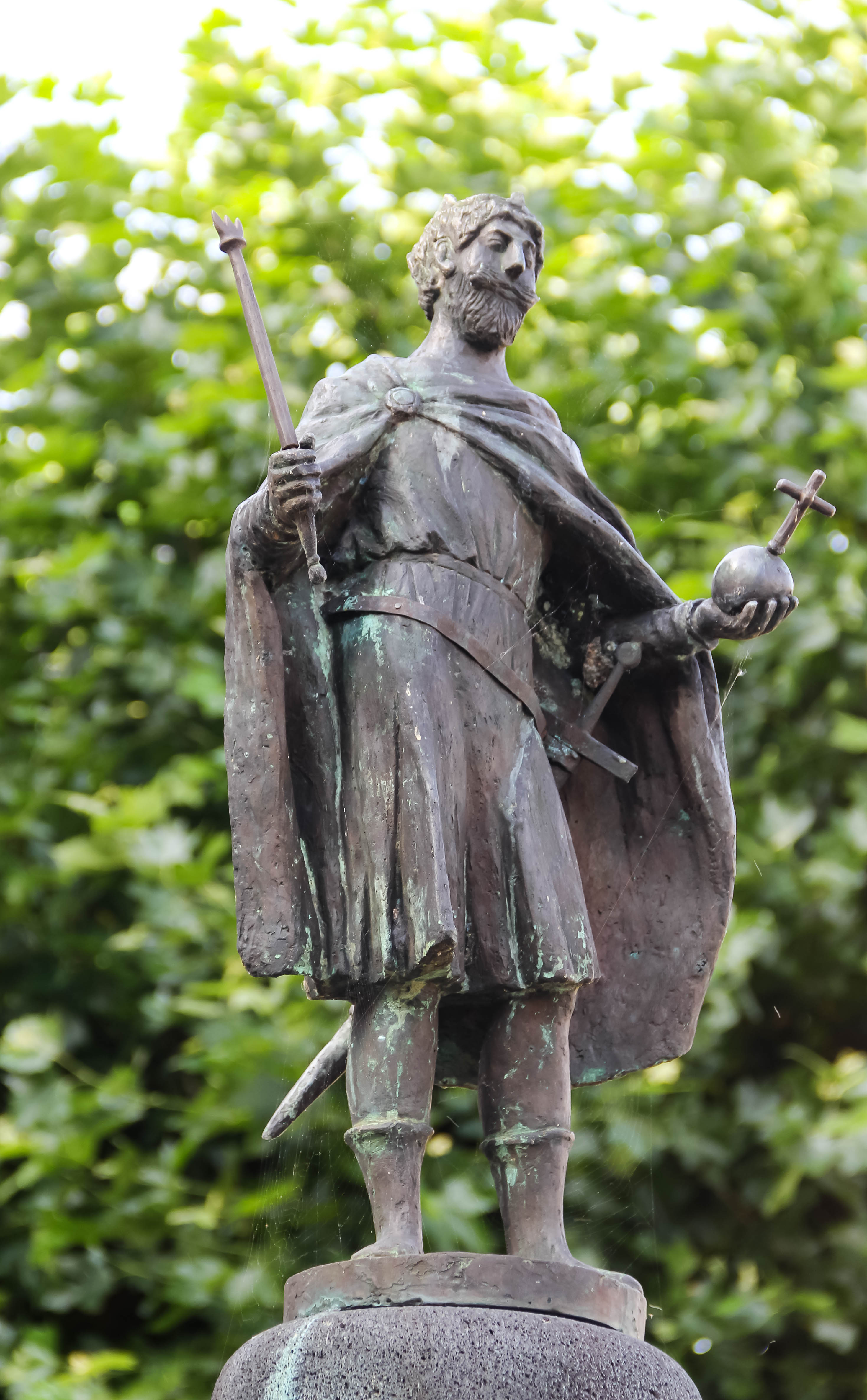
Statue du roi Zwentibold (1982) à Bad Münstereifel.

Au cours d'une bataille livrée près de l'abbaye de Susteren dans la Maasgau, contre les trois frères et comtes lotharingiens Étienne, Gérard et Matfried, Zwentibold trouve la mort au mois d'août 900, le 13 pour certains ou le 30 pour d'autres. Plus tard cette même année, sa veuve Oda se marie avec Gérard.
Le dernier roi autonome de Lotharingie, Zwentibold était également connu pour être un promoteur généreux de nombreuses églises et abbayes. Après sa mort il fut vénéré comme un saint et martyr par l'Église catholique[réf. nécessaire].

## Union et descendance
Zwentibold épouse Oda, fille d'Otton Ier de Saxe dont trois filles:
- Benedetta (888- ?) , abbesse de Susteren ;
- Cecilia (889- ?) , abbesse de Susteren ;
- Relenda (900–?)

## Ascendance
Pour un article plus général, voir Généalogie des Carolingiens.

## Sources
- Précis de l'Histoire de Lorraine L. Leupol. 4e édition, 1874, chap. XIII, 38-41).